# Abenobashi Mahō☆Shōtengai
Distrito Comercial Mágico Abenobashi (アベノ橋魔法☆商店街 Abenobashi Mahō Shōtengai?) es una serie de anime creada por Satoru Akahori, basada en la historia de dos niños que por accidente ingresan a un distrito mágico. La serie fue producida por Estudio Gainax y consta de 13 episodios. En Estados Unidos fue vendido en un inicio en cuatro volúmenes de CD y luego en tres DVD que además tenían algunos elementos extras en relación con su distribución predecesora.

## Argumento
Arumi y Sasshi son dos amigos de la infancia que viven en un tranquilo distrito de Osaka llamado Abenobashi. Ella, junto a su papá y abuelo mantienen un negocio de comida francesa, el cual debe cerrar debido a las malas ventas de sus productos produciendo la partida de la familia de Arumi a Hokkaidō. La serie narra el último verano que pasan juntos.
Un día, ambos descubren que existe una clave en el distrito y van a preguntar al abuelo de Arumi, el cual sufre un accidente que cambia el desarrollo de los acontecimientos.
Más tarde, sin aparente explicación, se produce una discontinuidad del tiempo y espacio, por lo que ambos comienzan una difícil travesía a través de mundos paralelos, en busca del retorno a casa. 
Entre los mundos por los que viajan encontramos realidades que se asemejan a simuladores de citas, juegos de peleas y parodias de películas de Hollywood. En muchos de ellos encontramos referencias externas a películas y animes, tales como Evangelion, 2001 una odisea en el espacio, Love Hina o Duro de Matar.

## Personajes
- Arumi Asahina: Personaje principal, quien busca desesperadamente el retorno a casa. Pone la cuota de humor a cada mundo que visitan.
- Satoshi "Sasshi" Imamiya: Personaje principal, quien esconde un secreto que es revelado al final de la serie. Muy desordenado y con gustos muy peculiares.
- Mune-Mune: Chica que vaga a través de los mundos a la espera de su hombre amado.
- Eutus: Maestro de Satoshi para convertirse en un controlador del tiempo y el espacio.

## Reparto
| Personaje                        | Seiyu             |
| Satoshi "Sasshi" Imamiya         | Tomo Saeki        |
| Arumi Asahina                    | Yuki Matsuoka     |
| Masayoshi Asahina "Grandpa Masa" | Takeshi Aono      |
| Mune-mune                        | Aya Hisakawa      |
| Sayaka Imamiya                   | Akemi Okamura     |
| Ms. Aki                          | Kouji Ishii       |
| Eutus                            | Rikiya Koyama     |
| Kouhei                           | Katsuyuki Konishi |

## Mundos visitados
Estos son los mundos visitados por Arumi o Sasshi en el transcurso de la historia:
- Un juego de RPG de estilo medieval, donde Sasshi muere y resucita repetidamente.
- Ciencia ficción, donde Arumi pierde su ropa interior, y junto a Sasshi, van en su busca montados en un robot gigante.
- Hong Kong, donde Sasshi debe competir en un torneo de artes marciales.
- Prehistórico, donde Sasshi conoce todas las clasificaciones taxonómicas de los dinosaurios.
- Película policial, donde ambos se ven involucrados en una trama de cine negro.
- Recuerdos, este mundo no sale de la cabeza de Sasshi, pero muestra como son los recuerdos de varios de los personajes de Abenobashi.
- Simulador de citas, donde Sasshi es el protagonista de todas las citas. Arumi enloquece en este mundo.
- Período Pre-Meiji, donde Eutus vive y le enseña las técnicas de onmyoji, mediante un pack de "hágalo usted mismo".
- Cuento de hadas, donde Sasshi le crea un mundo cursi a Arumi, pero ella sólo desea volver a casa.
- Guerra mundial, donde Sasshi y Arumi son los generales de cada ejército. Sasshi desea evitar que Arumi vuelva a casa para ver como su abuelo muere.
- Películas, donde ambos se ven envueltos en una serie de películas de Hollywood.